# Engelbert Kämpfer
Engelbert Kämpfer (psán i Kaempfer; 16. září 1651 – 2. listopadu 1716) byl německý přírodovědec, lékař a objevitel známý pro své cesty po Rusku, Persii, Indii, jihovýchodní Asii a Japonsku v letech 1683 až 1693.
O svých poznatcích napsal dvě knihy. Amoenitatum exoticarum, publikovanou v roce 1712, jež je důležitá pro lékařská pozorování a první rozsáhlý popis japonských rostlin (Flora Japonica). Dějiny Japonska, publikované posmrtně v roce 1727, byly hlavním zdrojem západních znalostí o Japonsku během 18. a poloviny 19. století, kdy země byla uzavřena pro cizince.

## Život
Kämpfer se narodil v Lemgu v knížectví Lippe ve Vestfálsku. Jeho otec byl farář. Studoval v Hameln, Lüneburgu, Hamburku, Lübecku a Gdaňsku a po absolutoriu v Krakově strávil čtyři roky v pruském Královci, kde studoval medicínu a přírodní vědy.

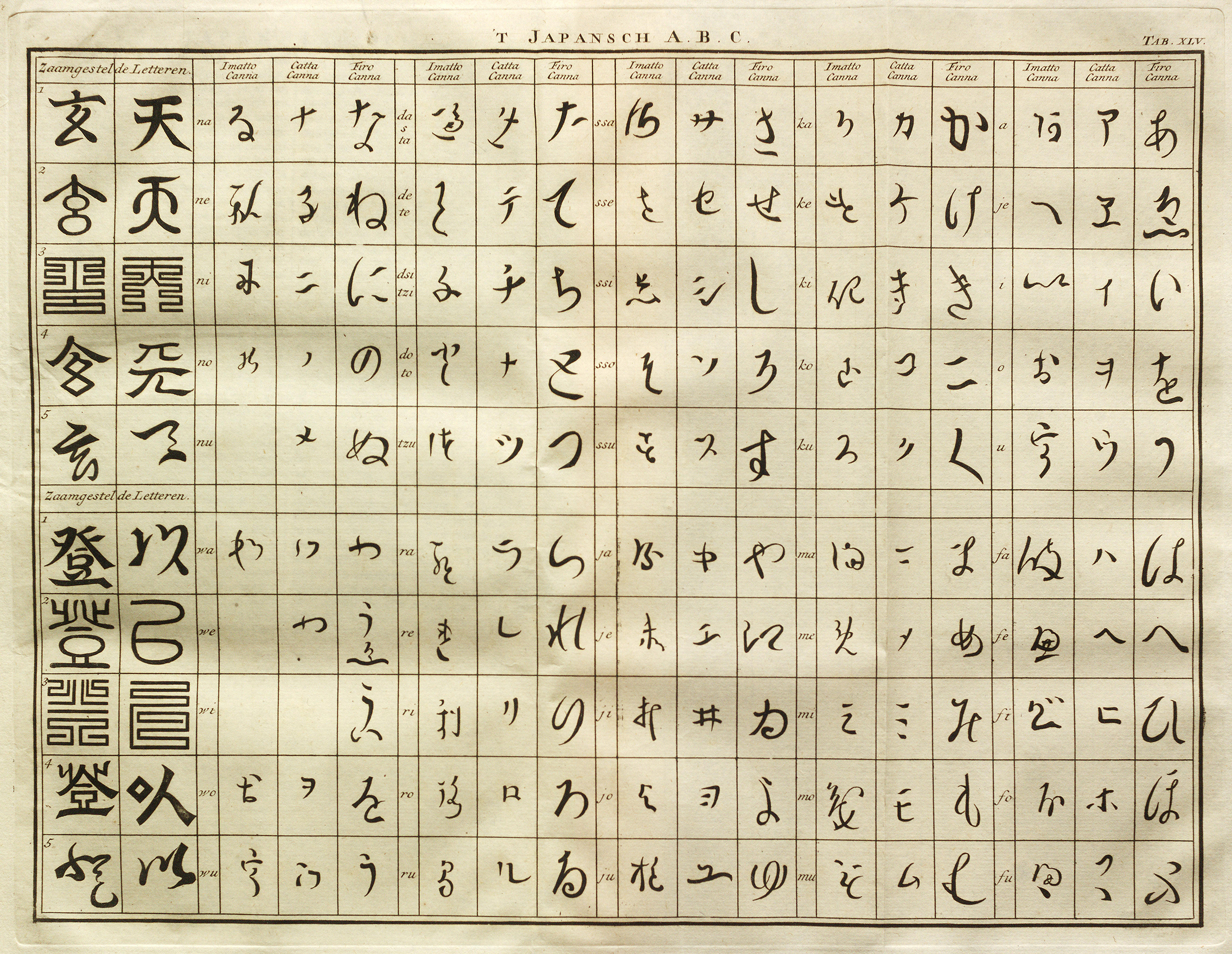
„Japonská abeceda“ (Engelbert Kaempfer: De Beschryving van Japan, 1729)

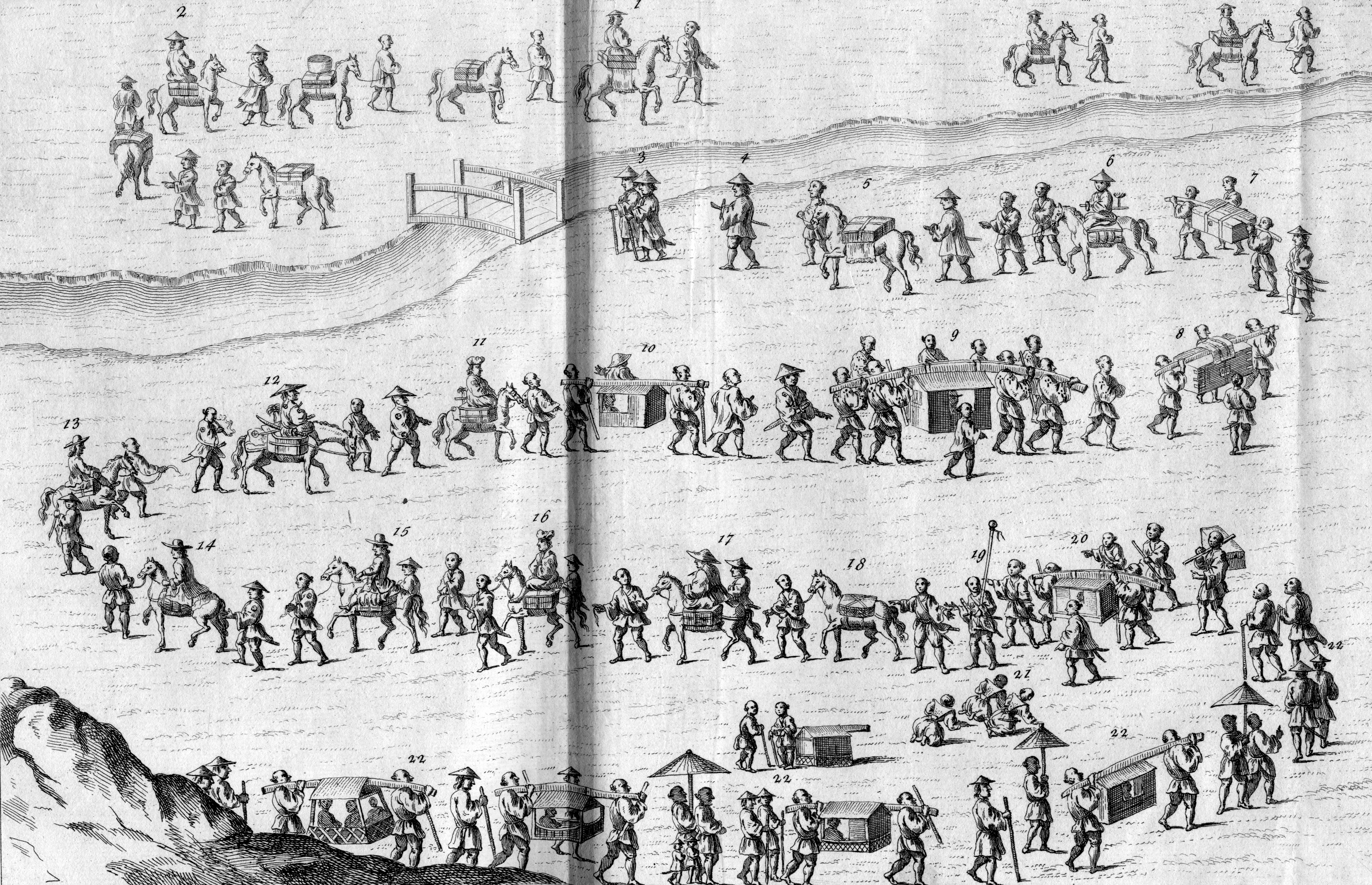
Dvůr cestuje k japonskému šógunovi v roce 1691 (Engelbert Kaempfer: De Beschryving van Japan, 1729)

V roce 1681 Kämpfer navštívil Uppsalu ve Švédsku. Jeho touha po cestování ho vedla k tomu, aby se stal tajemníkem švédského velvyslance Ludviga Fabritia, kterého Karel XI. poslal v roce 1683 přes Rusko do Persie. Kämpfer pak vydal cestopis popisující putování tohoto poselstva. Do Persie cestovali přes Moskvu, Kazaň a Astrachaň, lodí po Kaspickém moři a přes současný Ázerbájdžán. Zde Kämpfer udělal výpravu na Apšeronský poloostrov a byl možná první moderní vědec, který navštívil „pole věčného ohně“ kolem Baku. V roce 1684 Kämpfer dorazil do Isfahánu, tehdejšího perského hlavního města.
Když se po více než ročním pobytu švédské poselstvo připravovalo na návrat do vlasti, připojil se Kämpfer k hlavnímu chirurgovi flotily Nizozemské východoindické společnosti v Perském zálivu. Navzdory horečce, která ho trápila v Bandar Abbásu, viděl část Arábie (návštěva Muscatu v roce 1688) a velký díl západního pobřeží Indie.
V září 1689 Kämpfer dorazil do Batavie (Jakarty). Následující zimu strávil studiem jávské přírody. V květnu 1690 se vydal do Japonska jako lékař na obchodní stanici VOC v Nagasaki. Na cestě do Japonska loď, na které se plavil, přistála v Siamu, jehož hlavní město navštívil. Zaznamenal setkání s Kosou Panem, siamským ministrem a bývalým velvyslancem ve Francii. V září 1690 dorazil Kämpfer do Nagasaki, jediného japonského přístavu, který byl tehdy otevřen nizozemským a čínským lodím.
Kämpfer zůstal v Japonsku dva roky, během nichž dvakrát navštívil Edo a šóguna Tokugawu Cunajošiho. Důkladně studoval místních rostlinstvo, své výsledky pak publikoval v textu „Flora Japonica“ (součást knihy Amoenitatum Exoticarum). Když v únoru 1691 navštívil buddhistické mnichy v Nagasaki, byl prvním západním učencem, který popsal strom jinan. Přinesl také do Evropy jeho semena, která byla zasazena v botanické zahradě v Utrechtu. Stromy přežily až do 21. století.
Kämpfer také shromažďoval materiály a informace o japonské akupunktuře a moxování. Jeho pojednání o této problematice mělo značný vliv na akceptaci medicíny Dálného Východu v Evropě 18. století.
Ve svých posmrtně publikovaných poznámkách o Japonsku Kämpfer mísí pečlivé pozorování se silnou touhou uvést tato pozorování do souladu s evropským pojetím Asie. Tvrdí, že Japonci mají odlišný etnický původ než Číňané a že jsou přímými potomky stavitelů Babylonské věže. Tak spojuje šintoismus s babylonským náboženstvím. Zároveň byl jedním z prvních Evropanů, kteří tvrdili, že Japonsko má spíše více různorodých náboženství než jen jedno.
Během pobytu v Japonsku Kämpferův takt, diplomacie a lékařské dovednosti překonaly kulturní rezervovanost Japonců. Získal tak mnoho cenných informací. V listopadu 1692 odplul z Japonska na Jávu.
Po dvanácti letech v zámoří se Kämpfer v roce 1695 vrátil do Evropy a přistál v Amsterdamu. Obdržel pak lékařský diplom univerzity v Leidenu.  Usadil se pak ve svém rodném městě Lemgo, kde se stal lékařem hraběte z Lippe. V Německu vydal knihu Amoenitatum exoticarum (Lemgo 1712). Kromě mnoha dalších japonských rostlin obsahovala ilustraci kamélie a představila jejích 23 odrůd. Byla pozoruhodná i svým popisem elektrického úhoře, akupunktury a moxování. Jeho systematický popis čaje, stejně jako jeho další práce o japonských rostlinách, pochválil Linné, který převzal některé z Kämpferových názvů rostlin, například Ginkgo pro jinan. V roce 1716 Kämpfer zemřel ve svém rodném městě. Většina jeho rukopisů a mnoho předmětů z jeho sbírky jsou zachovány v Britské knihovně a Britském muzeu.